# 雅寧苑
雅寧苑（英語：Nga Ning Court）是香港的一個出租公共屋邨，位於新界離島區長洲，是香港最南面的公共屋邨，於2001年入伙。
雅寧苑曾經由高耀物業管理有限公司管理，現時由創毅物業服務顧問有限公司管理。

## 歷史簡介
雅寧苑曾經於建築期間規劃為綜合發展的屋苑，當中包括出租公屋、可租可買計劃及居者有其屋計劃三類不同資助房屋樓宇，前稱長澤苑，後改稱雅寧苑，當中良澤閣以出租公屋標準設計的住宅，峻澤閣以可租可買計劃標準設計的住宅，豪澤閣以居者有其屋計劃標準的設計住宅。
但直到2002年，政府停售居屋；房屋署將雅寧苑所有單位劃一改為出租公屋用途，但沒有將樓宇名稱的尾綴「閣」重新命名為「樓」，所以雅寧苑是全港僅有以「苑」字命名而全部樓宇單位均為出租公屋的公共屋邨。
以「苑」字命名的公共屋邨還有長沙灣麗翠苑、旺角海富苑、鑽石山啟鑽苑、油塘高翔苑、調景嶺彩明苑及粉嶺雍盛苑，但六者不是所有樓宇都是出租公屋單位。

## 屋邨資料

### 地理位置
位於長洲山頂道西。

### 樓宇
| 樓宇名稱（座號） | 門牌號碼         | 樓宇類型       | 落成年份 | 層數 | 每層伙數 | 每座單位總數（伙） | 建築師       | 承建商             | 原定樓宇用途   | 原定名稱     | 提供升降機的廠商 |
| ---------------- | ---------------- | -------------- | -------- | ---- | -------- | ------------------ | ------------ | ------------------ | -------------- | ------------ | ---------------- |
| 豪澤閣（第1座）  | 長洲山頂道西8號  | 和諧式鄉村三型 | 2001年   | 6    | 29       | 174                | 房屋署建築師 | 新福港進行建築工程 | 居者有其屋計劃 | 長澤苑豪澤閣 | 東芝             |
| 峻澤閣（第2座）  | 長洲山頂道西6號  | 和諧式鄉村三型 | 2001年   | 5    | 29       | 145                | 房屋署建築師 | 新福港進行建築工程 | 可租可買計劃   | 長澤苑峻澤閣 | 東芝             |
| 良澤閣（第3座）  | 長洲山頂道西39號 | 和諧式鄉村三型 | 2001年   | 4    | 29       | 116                | 房屋署建築師 | 新福港進行建築工程 | 出租公屋       | 長澤苑良澤閣 | 東芝             |

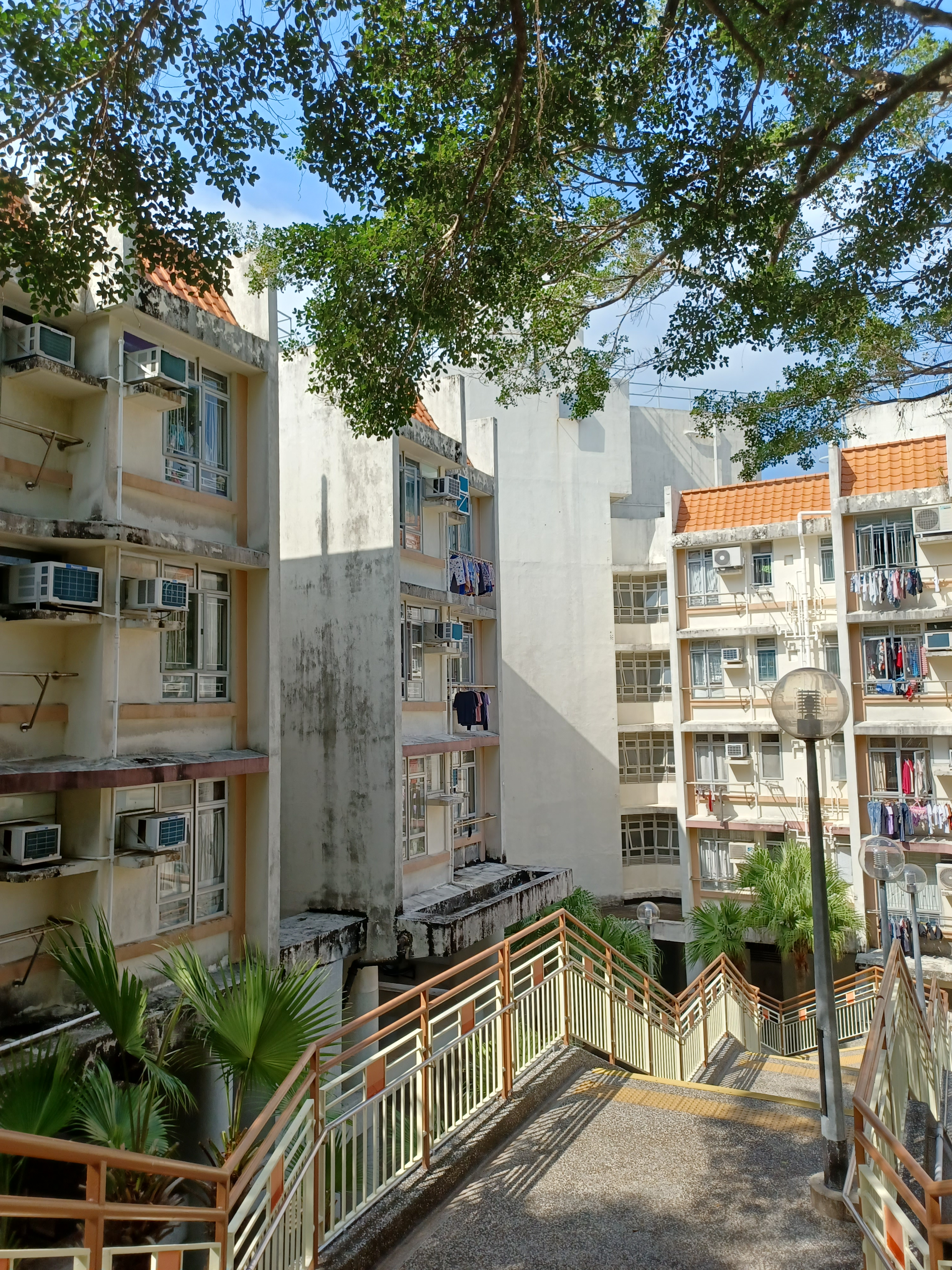
樓梯
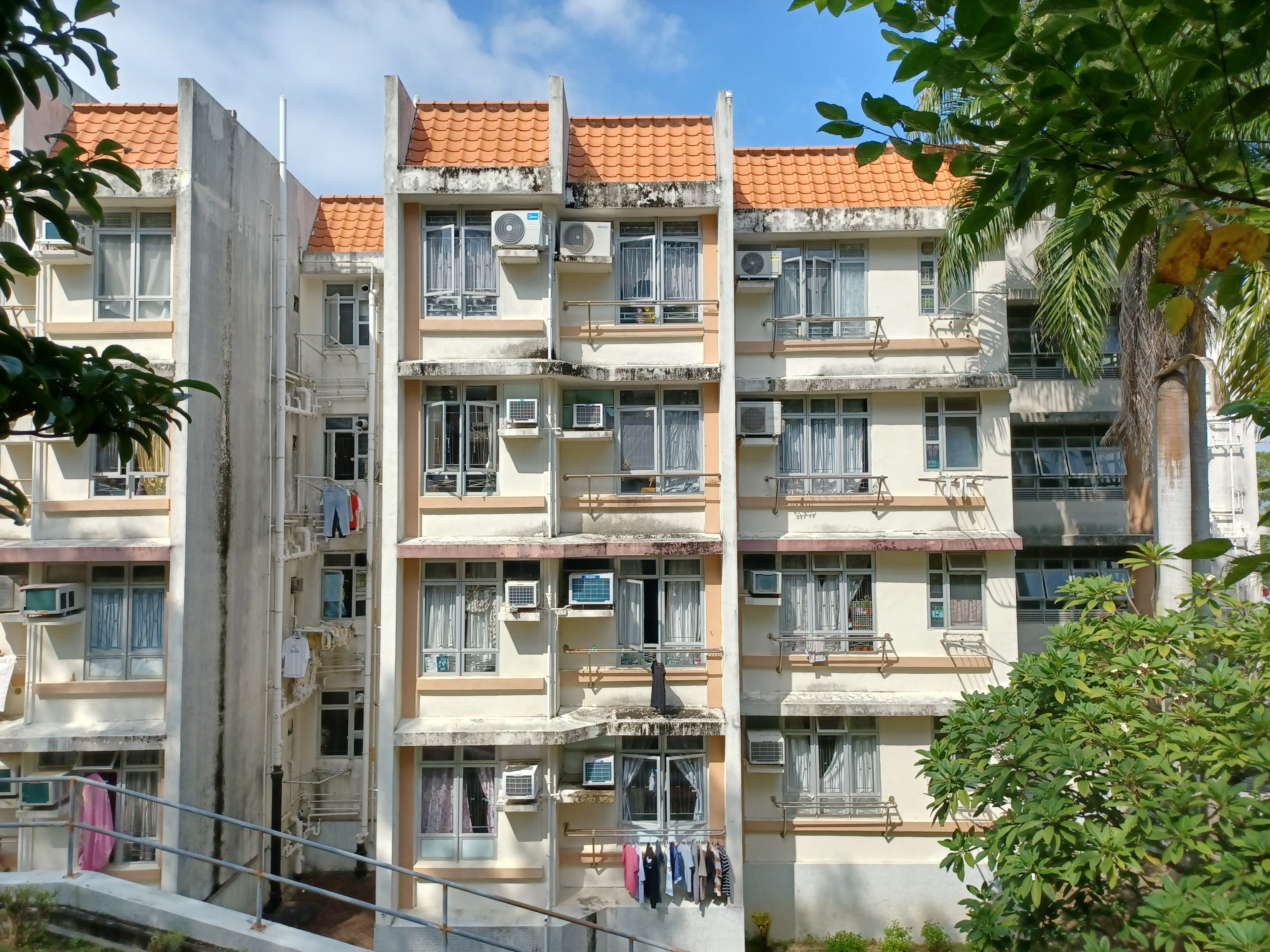
峻澤閣
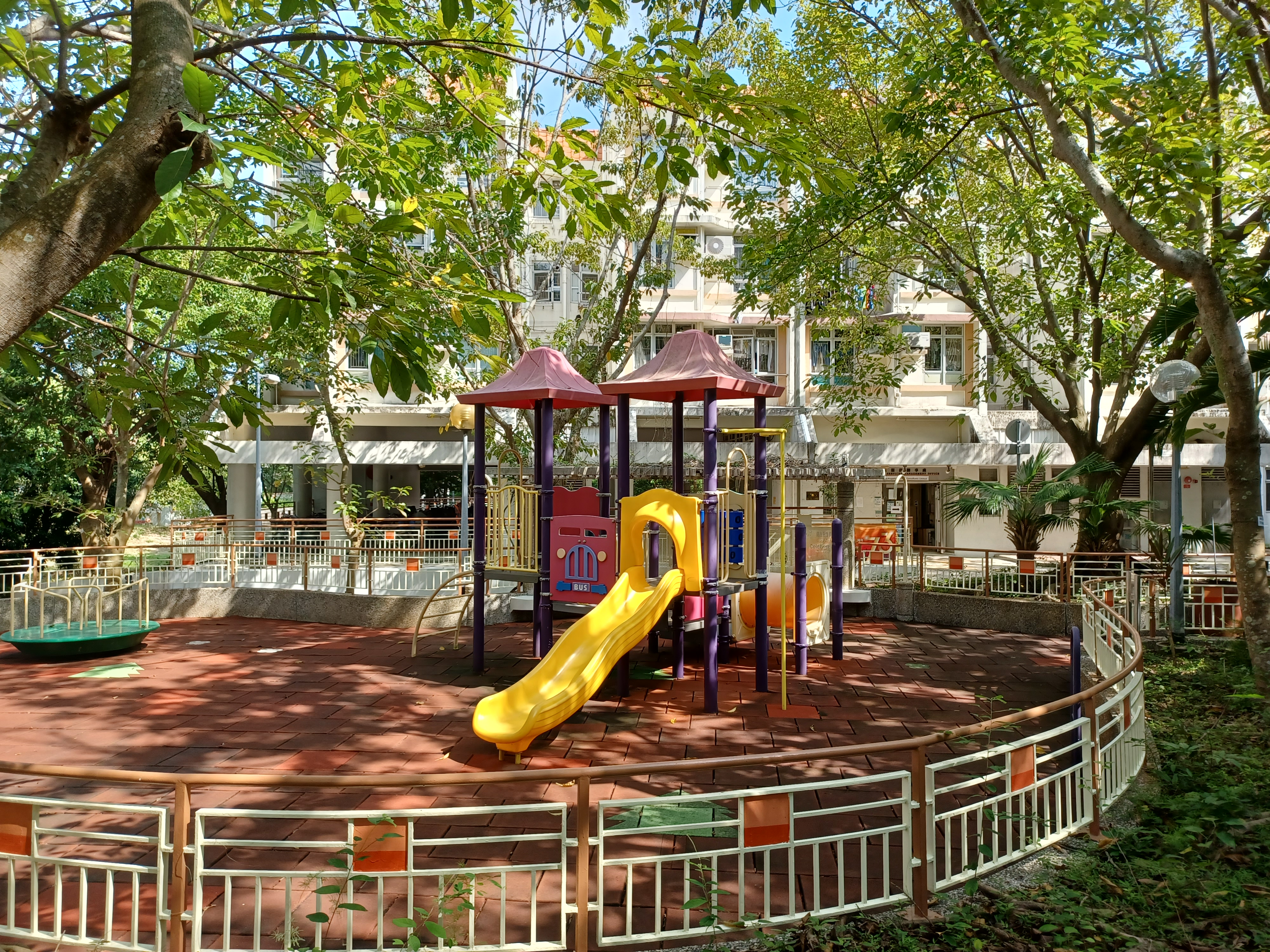
良澤閣外的遊樂場
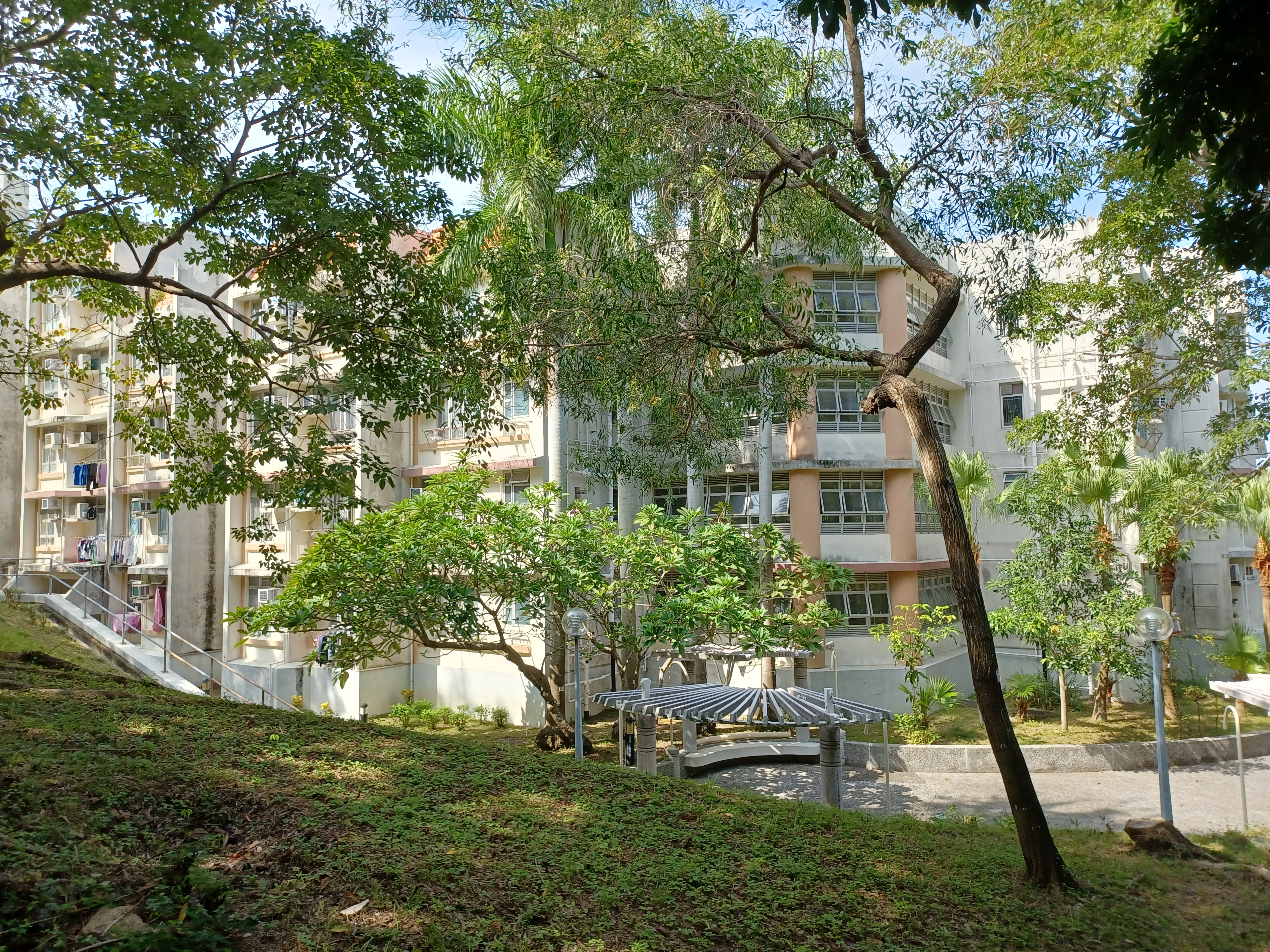
通道
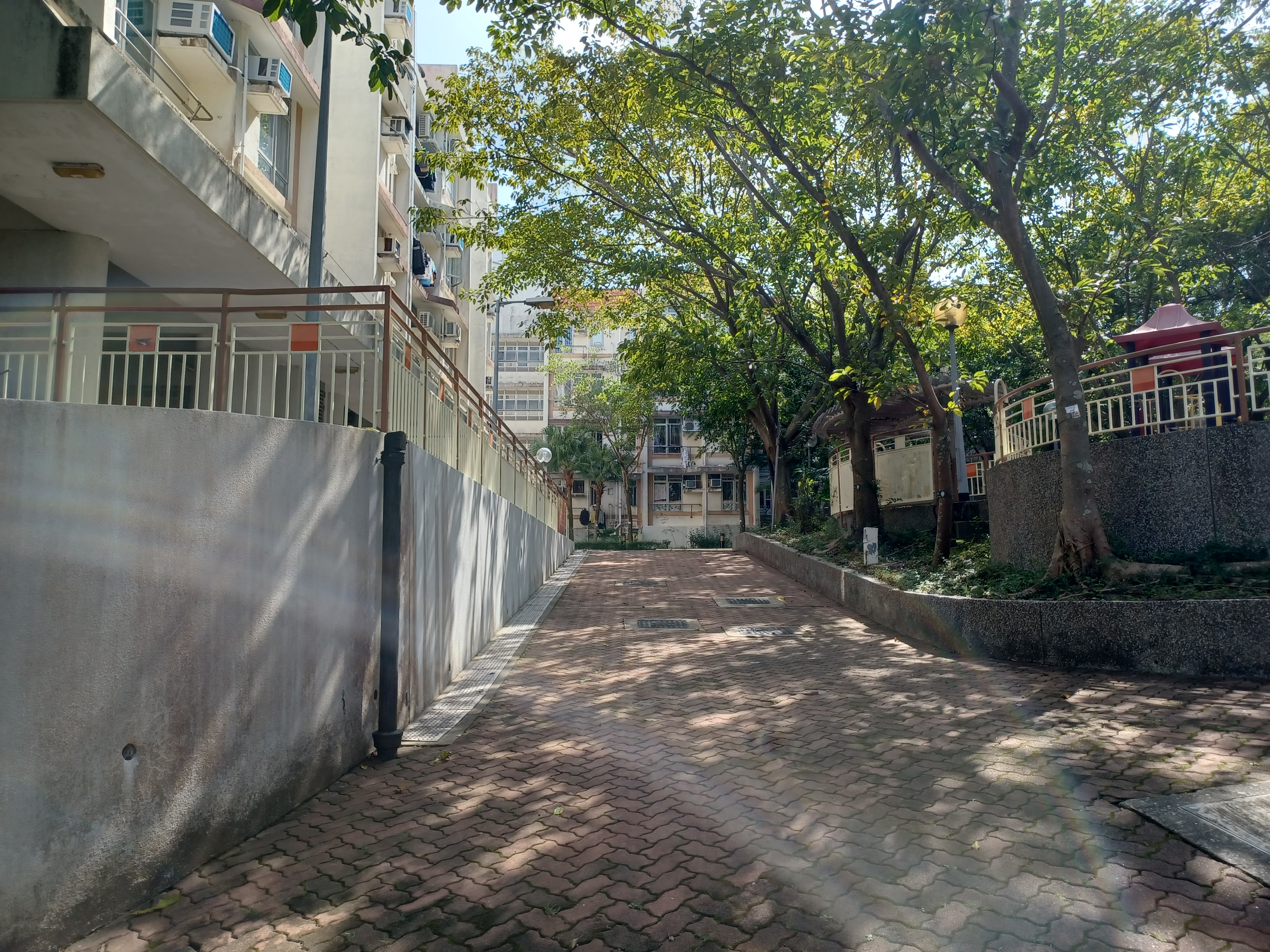
内園
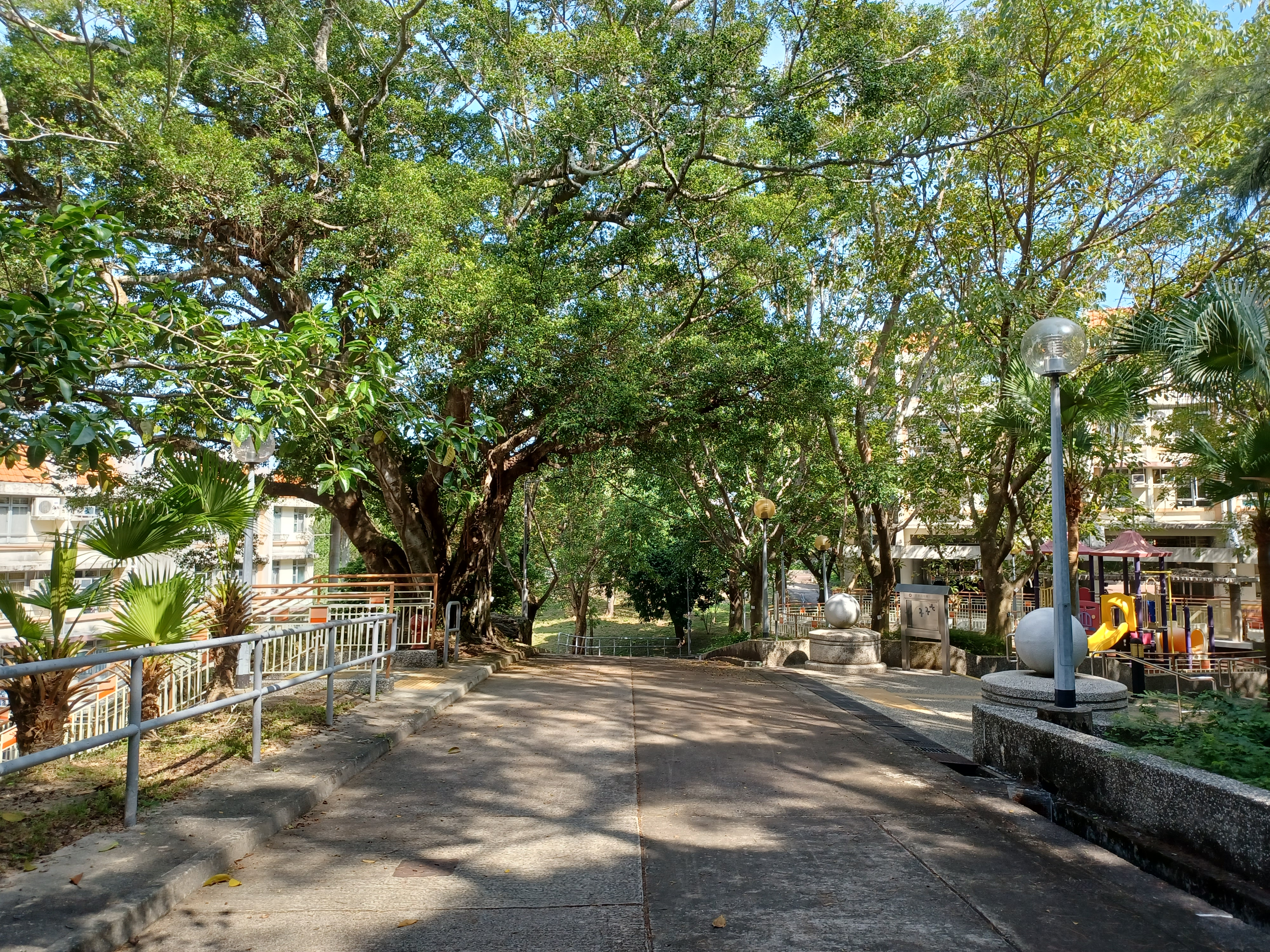
内園

## 社區福利設施

### 綜合青少年服務中心
- 明愛賽馬會長洲青少年綜合服務 （页面存档备份，存于）

## 交通
長洲渡輪碼頭
渡輪
| 中環 | ↔ | 長洲 |   |        |   |               |
| 梅窩 | ↔ | 坪洲 | ↔ | 芝麻灣 | ↔ | 長洲 (橫水渡) |

## 外部連結
- 香港房屋委員會雅寧苑資料